# Bronisław Onufry Kopczyński
Bronisław Onufry Kopczyński, często jako Onufry Bronisław Kopczyński, ps. Stefan Barwiński, Adam, ps. muzyczne Lech Kobron, Sławomir Bronicz (ur. 10 września 1916 w Warszawie, zm. 5 kwietnia 1943 na Majdanku) – polski muzyk (kompozytor, dyrygent), poeta, krytyk, publicysta związany z narodową demokracją, założyciel i pierwszy redaktor konspiracyjnego czasopisma Sztuka i Naród.

## Życiorys
Syn znanego malarza Bronisława Kopczyńskiego, absolwent Konserwatorium Warszawskiego (obecnie Uniwersytet Muzyczny Fryderyka Chopina), uczeń m.in. Waleriana Bierdiajewa, matura w 1934 r.
Przed II wojną światową związany z RNR–Falanga: redaktor czasopisma Ruch Kulturalny, kierownik POAK (Polska Organizacja Akcji Kulturalnej, stowarzyszenie zajmujące się propagowaniem polskiej kultury wśród szerokich mas społeczeństwa, postulujące oczyszczenie tejże kultury z wpływów obcych, zwłaszcza żydowskich).
W okresie okupacji hitlerowskiej członek konspiracyjnej organizacji polityczno-wojskowej Konfederacja Narodu (w 1942 r. scalonej z ZWZ-AK), w której kierował pionem kulturowym. Twórca i pierwszy redaktor naczelny miesięcznika Sztuka i Naród (od wiosny 1942 r. do swojego aresztowania).
Jako kompozytor Bronisław Onufry Kopczyński był autorem kilkudziesięciu utworów, głównie piosenek i kantat. Najbardziej znanym dziełem muzycznym Kopczyńskiego jest pieśń Uderzeniowych Batalionów Kadrowych: "Wymarsz Uderzenia" ("A jeśli będzie wiosna").  
Aresztowany przez gestapo w nocy z 8 na 9 stycznia 1943 r., wywieziony do obozu koncentracyjnego na Majdanku, gdzie zmarł 5 kwietnia 1943 r. 

## Wybrane publikacje
- Onufry Bronisław Kopczyński, Narodowa Rewolucja Kulturalna, "Ruch Młodych", 1936, nr 11, s. 25.
- Onfury Bronisław Kopczyński, Wytyczne narodowo-radykalnej polityki kulturalno-oświatowej, "Przełom", 1938, nr 2, s. 13.